# Вартоп (Констанца)
Вартоп (рум. Vârtop) насеље је у Румунији у округу Констанца у општини Албешти. Oпштина се налази на надморској висини од 27 m.

## Становништво
Према подацима из 2011. године у насељу је живело 291 становника.